# Partinello
Partinello est une commune française située dans la circonscription départementale de la Corse-du-Sud et le territoire de la collectivité de Corse. Elle appartient à l'ancienne piève de Sia, dans les Deux-Sevi.

## Géographie

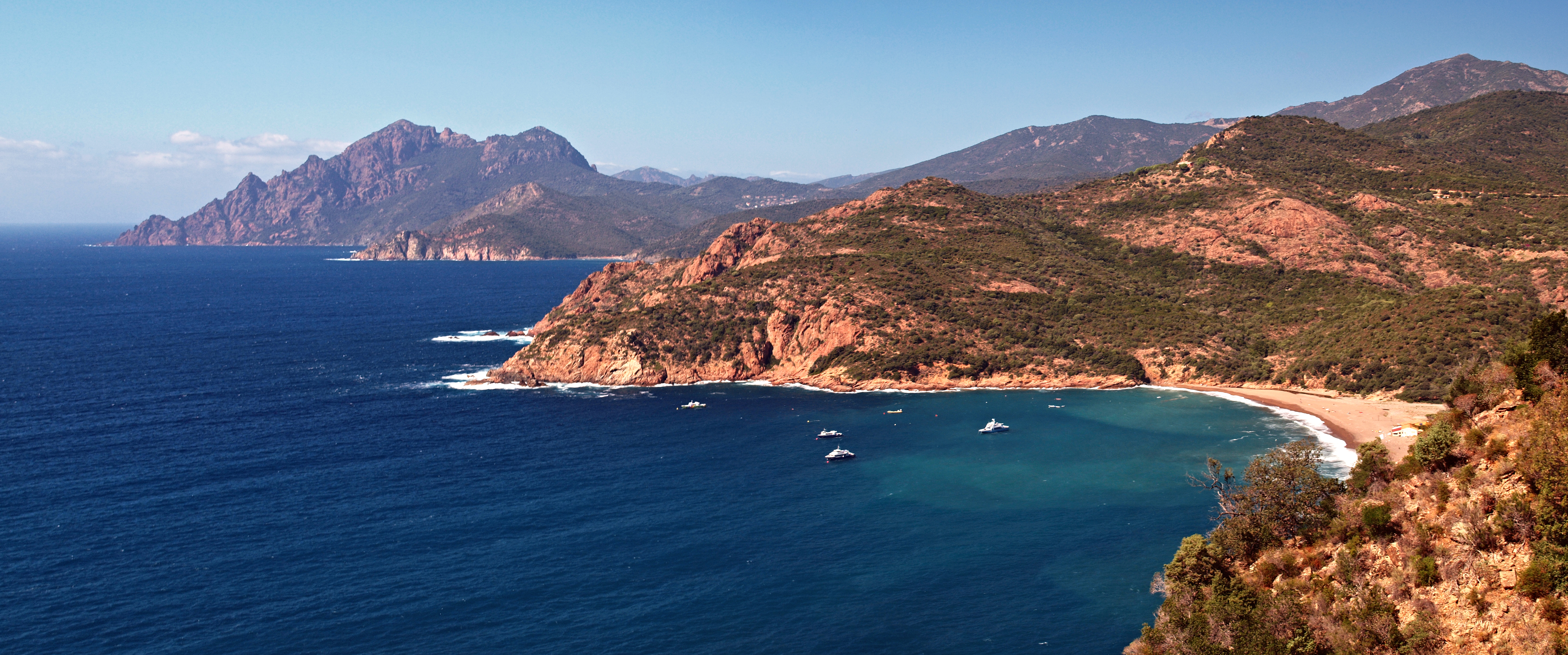
Le littoral communal avec la plage de Bussaglia - Rive nord du golfe de Porto.

### Situation
Partinello est l'une des neuf communes du Canton des Deux-Sevi, dans la région du Vicolais, au nord-ouest du département de la Corse-du-Sud. La commune est enclavée dans le parc naturel régional de Corse auquel elle n'a pas adhéré. Son territoire actuel se trouvait dans l'ancienne pieve de Sevinfuori.
Commune du littoral occidental de l'île, elle se situe au nord du golfe de Porto, entre les embouchures des ruisseaux de Pilatri et de Vetricella. Sa façade maritime qui démarre de la plage de Caspiu au fond de la petite baie éponyme et se termine plage de Bussaglia, comprend deux pointes : Punta Rossa et Punta Bianca, entre lesquelles sont les Golfu di Miserinu et Golfu di u Portellu.
Communes limitrophes

### Géologie et relief

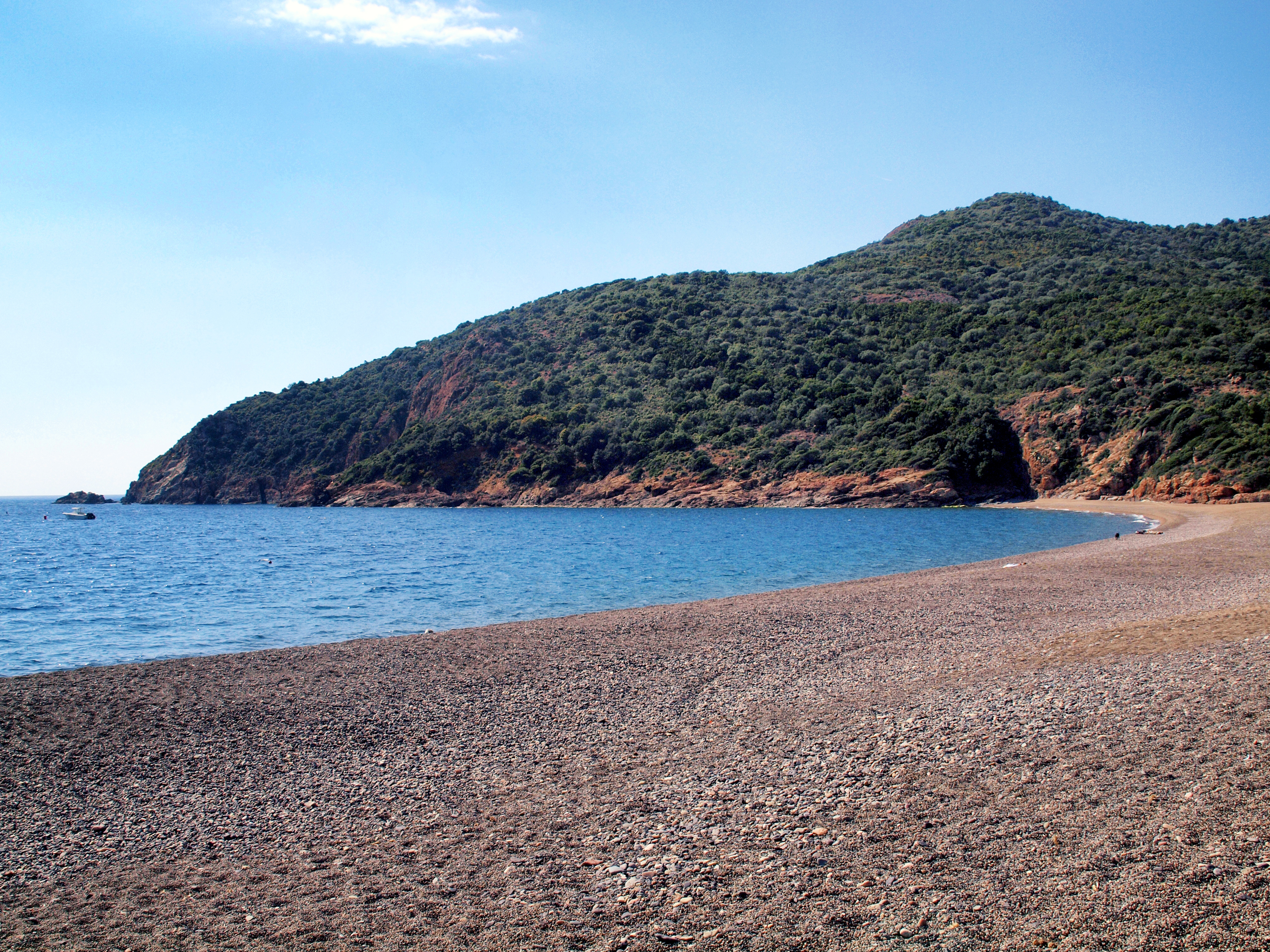
Littoral de Partinello au nord de la plage de Bussaglia

Le sous-sol de la commune est constitué principalement de monzogranite de Partinello, une roche magmatique à gros cristaux de feldspath formée au cours de l'orogenèse hercynienne.
Limites territoriales
La commune a des limites naturelles :
- au nord, une ligne de crête partant de la Punta Salisei (927 m) jusqu'à Bocca di Melza (778 m), via Punta Verdiola (917 m), Bocca d'Acqua Fredda (857 m) et un point à près de (1 010 m) au sud-ouest de Capu Manganellu (1 023 m) ;
- à l'est, de ce point culmen communal, la démarcation suit le ravin de Conche dans lequel coule le ruisseau de Santa Maria, puis le ruisseau de Vetricella jusqu'à son embouchure ;
- au sud, c'est une côte déchiquetée, entre deux plages de galets, baignée par la mer Méditerranée ;
- à l'ouest, la démarcation remonte le cours du ruisseau de Pilatri, jusqu'à sa source sous Capu di Figliolellu (774 m), suit la ligne de crête qui passe par Capu di Curzu (852 m), puis par la crête de Salisei jusqu'à la Punta Salisei (927 m).

Les plages de Caspiu et de Bussaglia - cette dernière se partage entre Partinello et Serriera, constituent les limites maritimes de sa façade littorale. Celle-ci donne sur le golfe de Porto, un site au patrimoine mondial de l'UNESCO, composé de l'ensemble Calanche de Piana, golfe de Girolata et réserve de Scandola. La côte est inhospitalière, soumise aux vents d'ouest et sud-ouest dominants, et n'offrant aucun abri à la navigation.
Le littoral comporte deux sites naturels acquis par le Conservatoire du littoral : Gradelle-Caspiu au nord, et Punta Bianca-Bussaglia au sud.

### Hydrographie

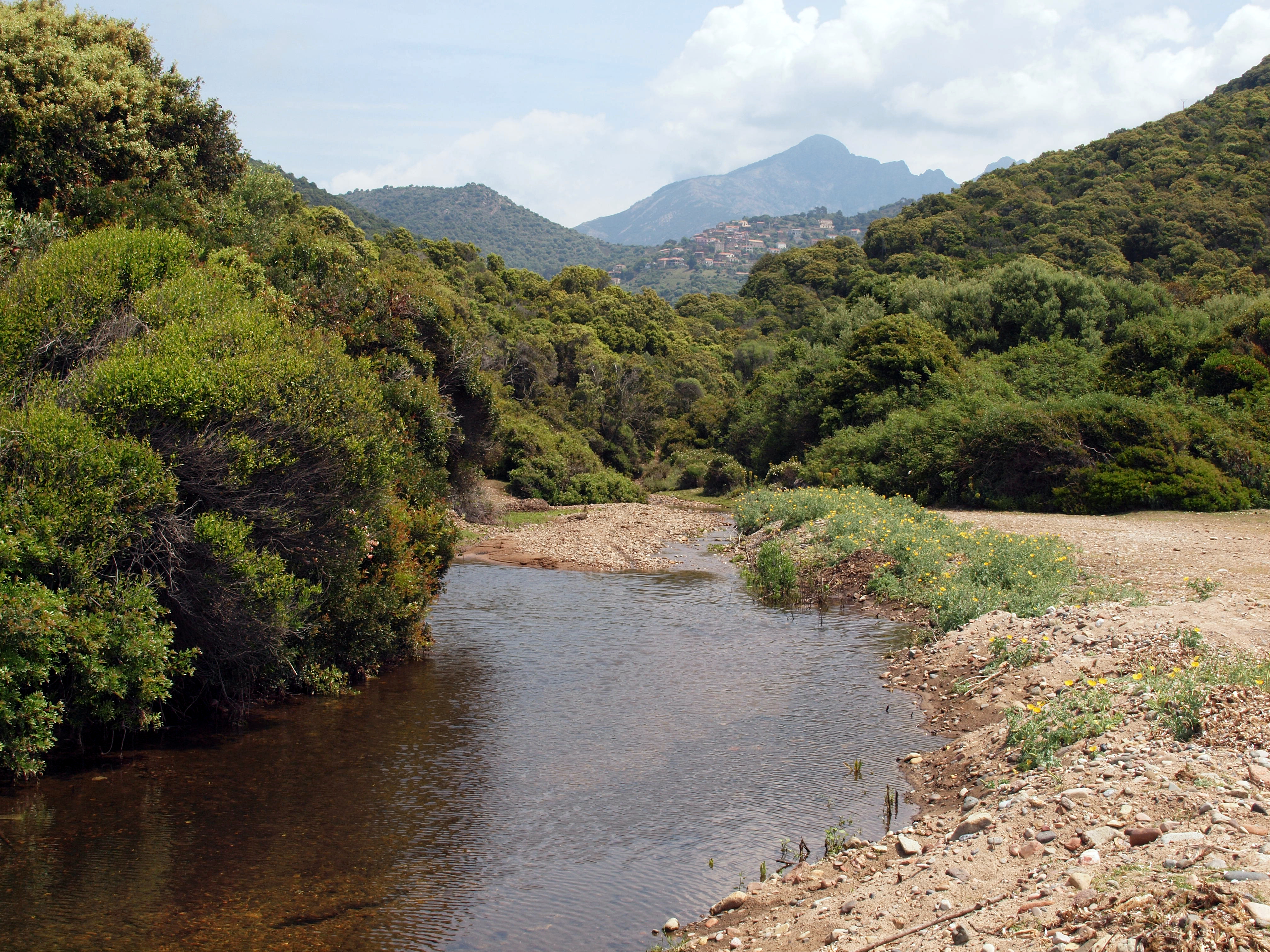
Le ruisseau de Pilatri à Gradelle-Caspiu.

La partie septentrionale de la commune est le bassin versant du ruisseau de Calanche Large, qui prend le nom de ruisseau de Vetricella à partir de sa confluence avec le ruisseau de Santa Maria.
Parmi les autres cours d'eau, il faut retenir le ruisseau de Pilatri qui délimite en partie Osani et Partinello.

### Climat et végétation

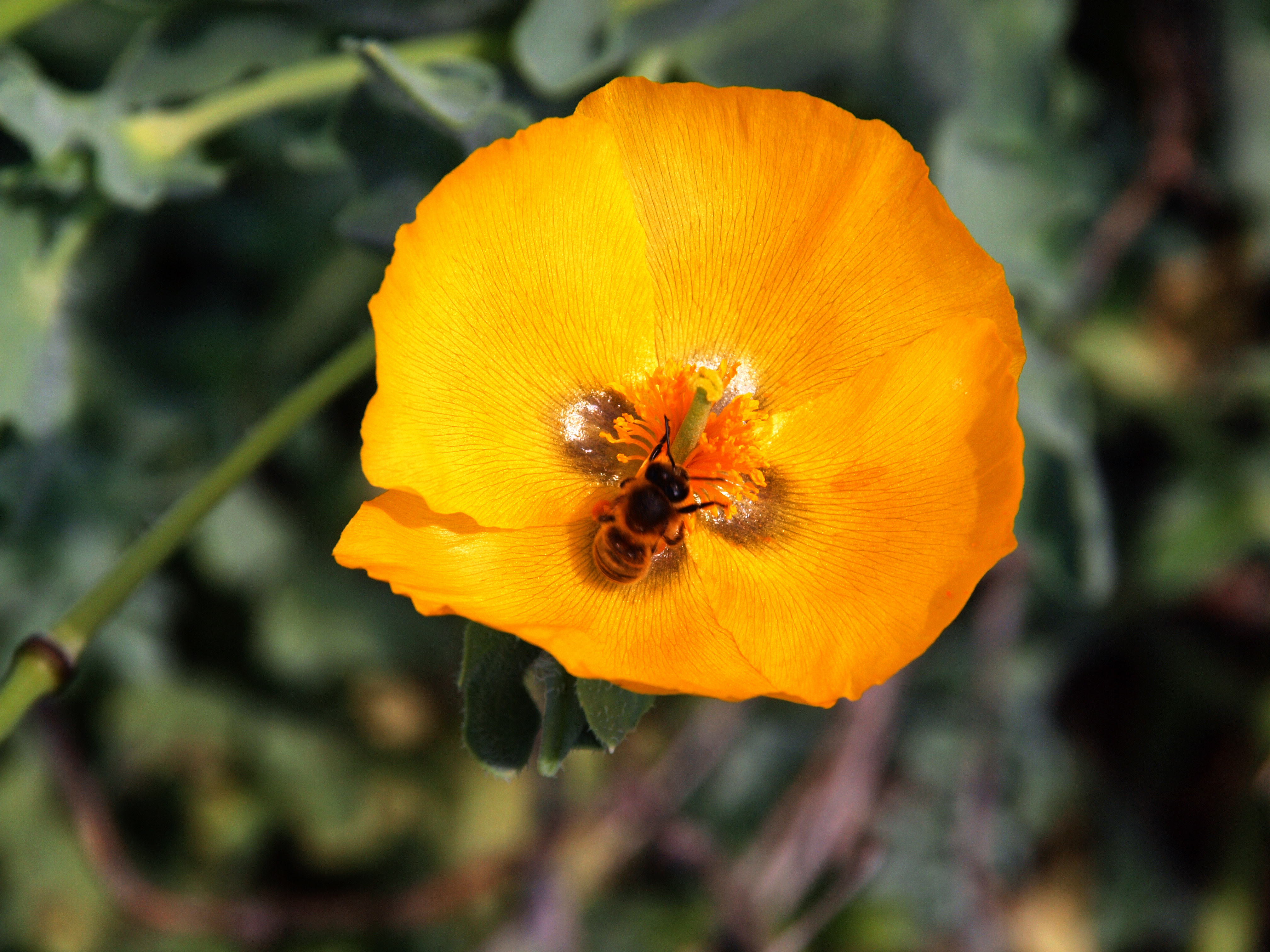
Pavot cornu sur la plage de Caspiu

Le territoire est composé de moyennes montagnes constituées de roches volcaniques faisant partie de l'ensemble appelé « Corse cristalline » à roches magmatiques qui couvre les deux tiers de l'île, à l'ouest de la ligne partant de Calvi et rejoignant Solenzara. Il présente de grands secteurs exempts de toute présence humaine, avec des zones rocheuses dénudées et un couvert végétal composé principalement d'un maquis dominé par des filarias mélangés à des chênes verts, d'oliviers et de genévriers cade isolés au milieu d'un haut maquis traditionnel, une végétation typique du paysage méditerranéen.
Aux abords du village, on remarque la présence de grands eucalyptus, comme à Piana et Porto.
Sur le sable en bordure de plage poussent le Panicaut maritime (Eryngium maritimum) et le pavot cornu (Glaucium flavum), plantes fréquentes sur les sables du littoral méditerranéen.

### Voies de communication et transports

#### Accès routiers
La commune est desservie par la route D 81 qui relie Osani et Serriera, les deux communes les plus proches. Pour se rendre aux hameaux Vetriccia et Vignale, en contrebas du village, il faut emprunter la route D 324. Cette route étroite et sinueuse, se termine au bout de 2,5 km en « cul-de-sac » à la plage de Caspiu. Bussaghja, l'autre plage de la commune, est accessible par la route D 724 depuis la RD 81 sur Serriera. Distance jusqu'à la plage : 1,5 km.

#### Transports
Le village de Partinello est distant, par route, de :
- 91 km de la gare d'Ajaccio, la gare la plus proche ;
- 93 km du port de commerce de Ajaccio ;
- 96 km de l'Aéroport d'Ajaccio, l'aéroport le plus proche.

## Urbanisme

### Typologie
Au 1er janvier 2024, Partinello est catégorisée commune rurale à habitat très dispersé, selon la nouvelle grille communale de densité à sept niveaux définie par l'Insee en 2022.
Elle est située hors unité urbaine et hors attraction des villes,.
La commune, bordée par la mer Méditerranée, est également une commune littorale au sens de la loi du 3 janvier 1986, dite loi littoral. Des dispositions spécifiques d’urbanisme s’y appliquent dès lors afin de préserver les espaces naturels, les sites, les paysages et l’équilibre écologique du littoral, tel le principe d'inconstructibilité, en dehors des espaces urbanisés, sur la bande littorale des 100 mètres, ou plus si le plan local d’urbanisme le prévoit.

### Occupation des sols
L'occupation des sols de la commune, telle qu'elle ressort de la base de données européenne d’occupation biophysique des sols Corine Land Cover (CLC), est marquée par l'importance des forêts et milieux semi-naturels (97,2 % en 2018), une proportion sensiblement équivalente à celle de 1990 (97,5 %). La répartition détaillée en 2018 est la suivante : 
milieux à végétation arbustive et/ou herbacée (92,5 %), espaces ouverts, sans ou avec peu de végétation (4,7 %), zones agricoles hétérogènes (2,3 %), eaux maritimes (0,5 %). L'évolution de l’occupation des sols de la commune et de ses infrastructures peut être observée sur les différentes représentations cartographiques du territoire : la carte de Cassini (XVIIIe siècle), la carte d'état-major (1820-1866) et les cartes ou photos aériennes de l'IGN pour la période actuelle (1950 à aujourd'hui).

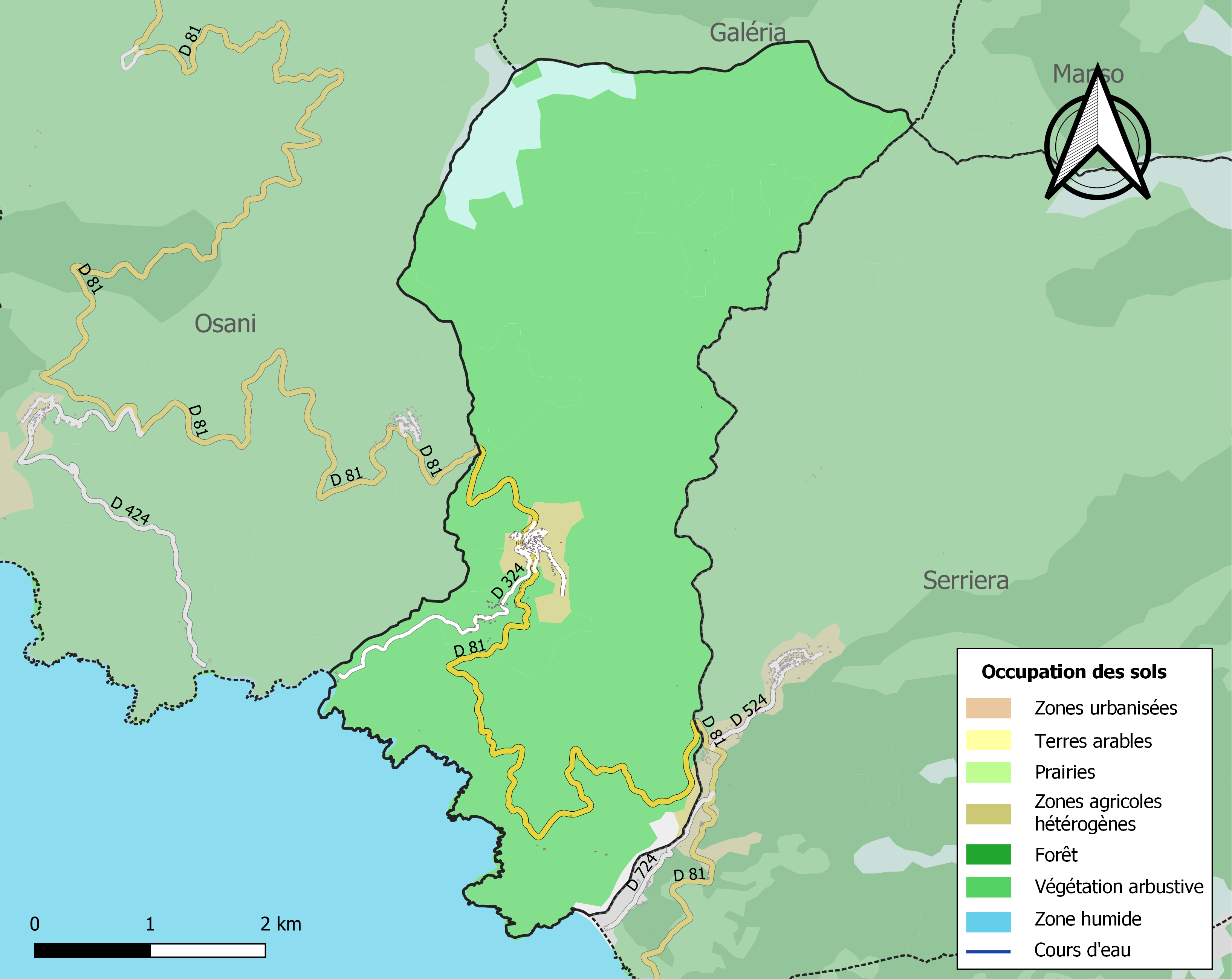
Carte des infrastructures et de l'occupation des sols de la commune en 2018 (CLC).

### Partinello Village

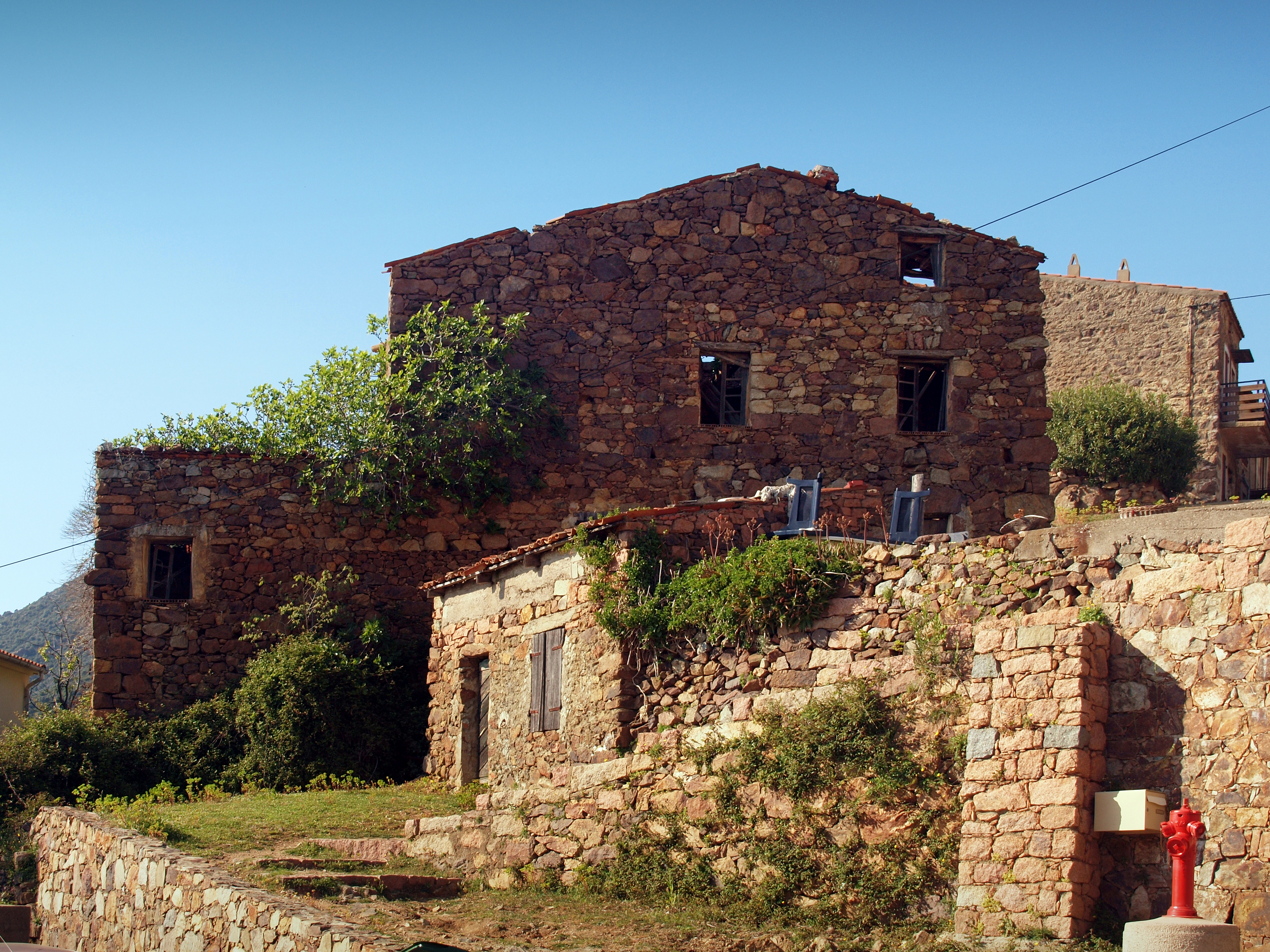
Maison ruinée en face de l'église.

Le village est de construction récente (XIXe siècle), comme les villages qui l'entourent : Osani, Serriera. Beaucoup d'habitations anciennes présentent des murs en pierre de taille rouge apparente.
Il est traversé par la route D 81. La route D 324 qui naît au cœur du village, conduit à la plage de Caspiu distante de moins de 3 km.
S'y trouvent la mairie, l'église paroissiale, la Poste. Une gendarmerie existait il n'y a pas encore longtemps. La remarquable fontaine publique en galets à l'entrée du village depuis Curza, est semblable à plusieurs autres construites le long de la route D 81.

### Vetriccia
Vetriccia qui vient de Vetrice, qui signifie saule ou osier en langue corse, est le hameau que l'on trouve en premier en descendant à la plage de Caspiu. Ses maisons sont alignées sur une petite arête de colline.

### Vignale
Vignale signifie en corse « terrain planté de vigne » ou tout simplement « vigne ». Le hameau est récent, avec des habitations construites le long de la route D323.

## Histoire

### Moyen Âge
Vers 1520 Sia était le nom de la pieve formée par la vallée du Porto. Elle était inhabitée. C'est l'Office de Saint Georges qui avait ordonné le dépeuplement de Sia en raison de l'insoumission de ses habitants à la Seigneurie des Leca, et qui avait fait brûler maisons et cultures.
Peu de temps après, la contrée subit d'incessantes incursions des Barbaresques qui tuent, enlèvent des gens pour en faire des esclaves, pillent et brûlent les biens. Le seul lieu habité était Ota qui comptait environ 250 habitants.
En 1540 l'amiral turc Dragut, l'un des corsaires les plus célèbres de l'Empire ottoman, est capturé à Girolata par les Génois conduits par Zannetino Doria neveu d'Andrea Doria.

### Temps modernes
La population qui avait déserté la pieve au XVIe siècle puis à nouveau, au XVIIe siècle, avait été autorisée par l'Office de Saint Georges à revenir occuper les lieux à la fin du XVIe siècle. Ceux qui arrivent sont des bergers transhumants qui forment des communautés rurales.
Après la cession le 15 mai 1768 de la Corse à la France par les Génois, l'île passe sous administration militaire française. Les circonscriptions administratives territoriales sont révisées. 
- 1771 - Les anciennes pièves de Sia et de Salogna sont réunies et forment la piève de Sevinfuori. Sevinfuori comprenait Ota et Piana. La piève de Sevidentro comprenait Cristinacce, Évisa et Marignana.
- 1790 - Avec la Révolution, les pièves deviennent des cantons. Les cantons locaux sont toujours appelés Sevidentro et Sevinfuori.
- 1828 - Le canton de Sevidentro, qui couvrait une vaste contrée dont le territoire de la future commune de Partinello, devient le canton d'Évisa.
- 1864 - Le 18 mai est créée la commune de Partinello, en même temps que celle d'Osani et de Serriera, par un transfert de territoires communaux d'Évisa et d'Ota. Partinello se situe dans le canton d'Évisa, l'arrondissement d'Ajaccio et le département de Corse.

### Époque contemporaine
- 1954 - Partinello faisait partie du canton d'Evisa avec les communes de Cristinacce, Évisa, Marignana, Osani et Serriera. La commune comptait alors 324 habitants[13].
- 1973 - Les cantons d'Évisa et de Piana sont réunis au sein du canton des Deux-Sevi. Le chef-lieu en est Piana.
- 1975 - Le département de Corse est divisé en deux ; Osani est en Corse-du-Sud.

## Politique et administration

### Liste des maires
| Période       | Période  | Identité           | Étiquette | Qualité  |
| ------------- | -------- | ------------------ | --------- | -------- |
| maire en 1911 | ?        | Ceccaldi Toussaint |           |          |
|               |          |                    |           |          |
| 2008          | 2014     | Cacciaguera Jeanne |           |          |
| 2014          | En cours | Cardi Christian    | PRG       | Retraité |

## Population et société

### Démographie
L'évolution du nombre d'habitants est connue à travers les recensements de la population effectués dans la commune depuis 1866. Pour les communes de moins de 10 000 habitants, une enquête de recensement portant sur toute la population est réalisée tous les cinq ans, les populations de référence des années intermédiaires étant quant à elles estimées par interpolation ou extrapolation. Pour la commune, le premier recensement exhaustif entrant dans le cadre du nouveau dispositif a été réalisé en 2005.

En 2022, la commune comptait 96 habitants, en évolution de −5,88 % par rapport à 2016 (Corse-du-Sud : +7,61 %, France hors Mayotte : +2,11 %).
| 1866 | 1872 | 1876 | 1881 | 1886 | 1891 | 1896 | 1901 | 1906 |
| ---- | ---- | ---- | ---- | ---- | ---- | ---- | ---- | ---- |
| 305  | 315  | 321  | 292  | 335  | 509  | 505  | 504  | 407  |

| 1911 | 1921 | 1926 | 1931 | 1936 | 1946 | 1954 | 1962 | 1968 |
| ---- | ---- | ---- | ---- | ---- | ---- | ---- | ---- | ---- |
| 436  | 333  | 301  | 360  | 417  | 216  | 324  | 101  | 111  |

| 1975 | 1982 | 1990 | 1999 | 2005 | 2006 | 2010 | 2015 | 2020 |
| ---- | ---- | ---- | ---- | ---- | ---- | ---- | ---- | ---- |
| 114  | 127  | 113  | 89   | 101  | 100  | 103  | 100  | 95   |

| 2022 | - | - | - | - | - | - | - | - |
| ---- | - | - | - | - | - | - | - | - |
| 96   | - | - | - | - | - | - | - | - |

Le nom de Partinello apparait au Bulletin des Lois en 1864. Le premier recensement, fait en 1866, donne 315 habitants. La commune a compté jusqu'à 509 habitants en 1891.

## Culture locale et patrimoine

### Lieux et monuments

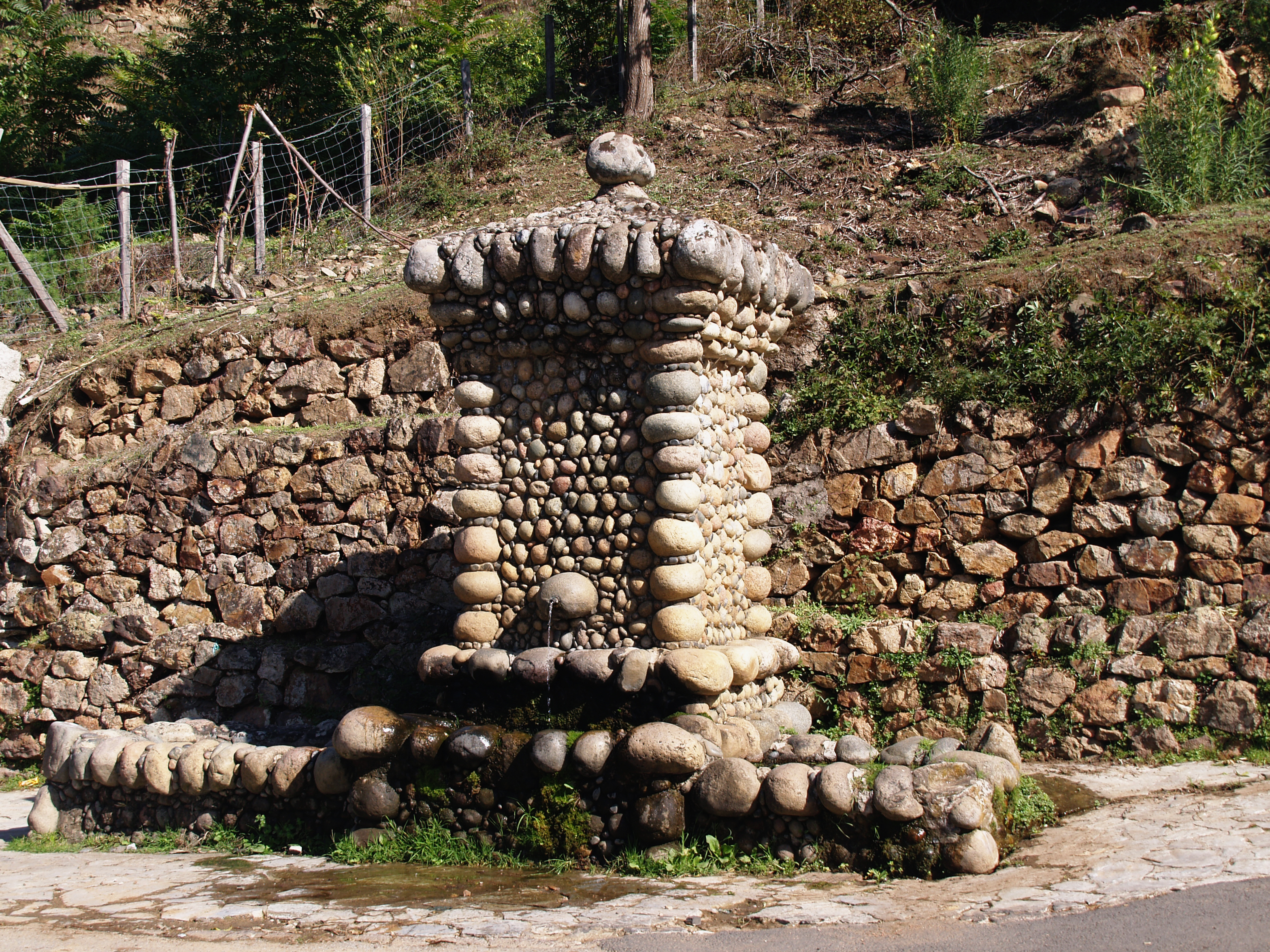
Fontaine publique

- Monument aux morts.
- Fontaine publique en galet.

#### Église paroissiale Saint-Antoine-de-Padoue

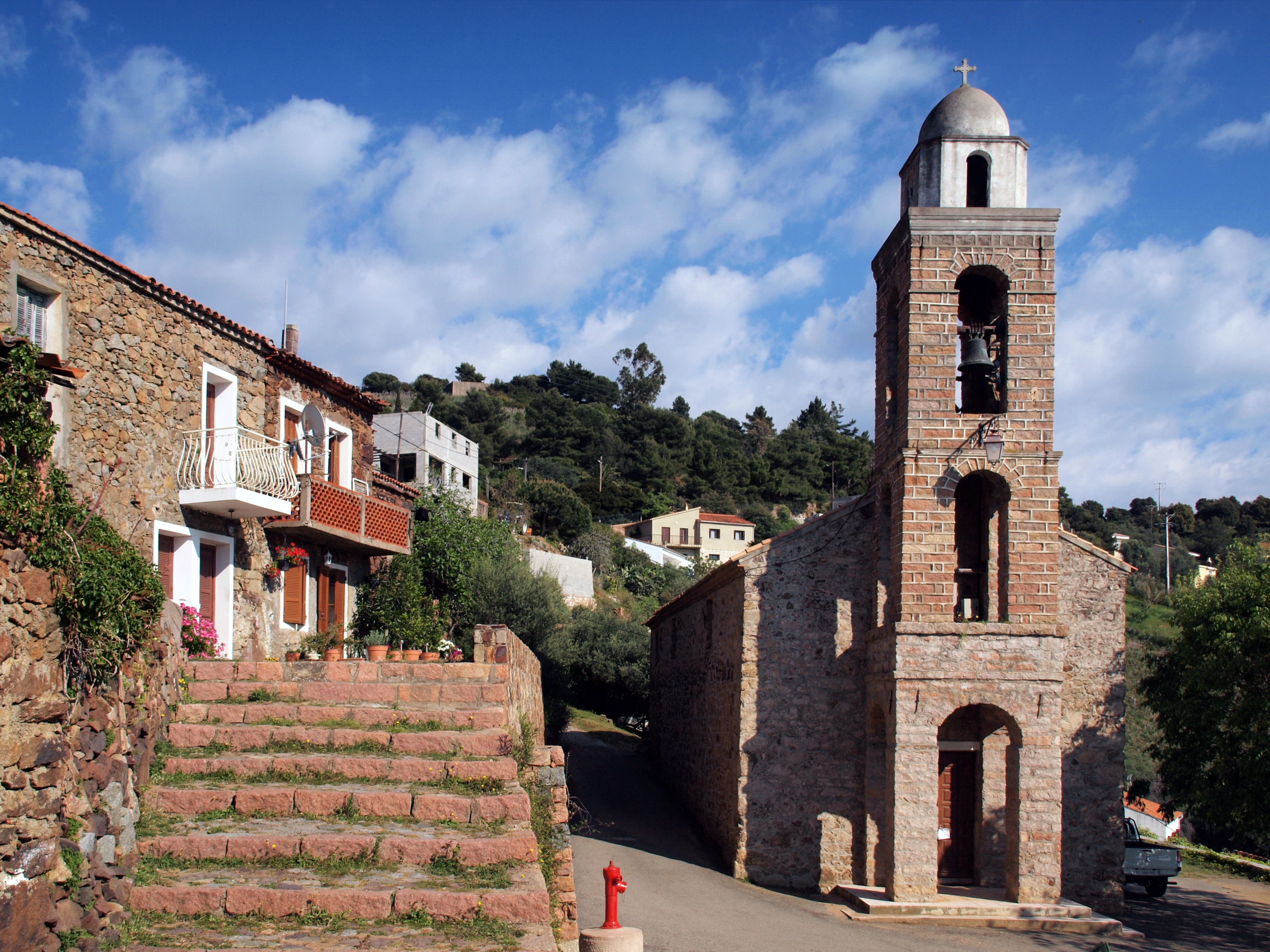
Église Saint-Antoine de Padoue

L’église paroissiale de Partinello dédiée à saint Antoine-de-Padoue, a été construite de 1851 à 1856. Elle est dotée d'un clocher-porche de trois étages surmonté d'un lanternon. Ses murs sont faits de pierre de taille locale rouge. L'édifice est formé d’une nef à vaisseau unique de quatre travées, elle remplace l’église Saint-Cervoney de Pinito, trop petite et éloignée.

### Patrimoine naturel

#### Réserve de Biosphère
Partinello est concernée par la Réserve de Biosphère, zone centrale, nommée « Vallée du Fango (FR6300002) ». Cette zone couvre 4 416 ha de 9 communes.

#### ZNIEFF
Capu Seninu et côte ouest du nord de Bussaghia
Partinello est concernée par la zone naturelle d'intérêt écologique, faunistique et floristique Capu Seninu et côte ouest du nord de Bussaghia qui couvre 1 163 ha des territoires des communes de Serriera, Osani et Partinello.
Les aspects remarquables, tant paysagers qu’écologiques, de ce site jouxtant la réserve naturelle de Scandola sont attestés par la présence de 2 sites Natura 2000 désignés au titre de la Directive européenne « Oiseaux » et de la Directive européenne « Habitats ».
Cet espace protégé est repris à l'Inventaire national du patrimoine naturel sous la fiche ZNIEFF 940013121 - Capu Seninu et côte ouest du nord de Bussaghia.

#### Conservatoire du littoral
La commune est concernée par deux sites naturels classés, propriété du Conservatoire du littoral :
Gradelle-Caspiu
Le site Gradelle-Caspiu a une superficie de 151 ha sur Osani et Partinello ;
Bussaglia
Le site Bussaglia a une superficie de 70 ha sur Serriera et Partinello.

### Personnalités liées à la commune
- Guy Ceccaldi, le notoire « facteur de Girolata ». Décédé aujourd'hui, il était affecté au bureau de la Poste de Partinello. Il faisait sa tournée jusqu'au hameau de Girolata, s'y rendant par un long sentier pentu.
- Jean-Dominique Luciani (1851 - 1932), Directeur des Affaires indigènes du Gouvernement Général d’Alger